# Andrena barberi
Andrena barberi är en biart som beskrevs av Cockerell 1898. Andrena barberi ingår i släktet sandbin, och familjen grävbin. Inga underarter finns listade i Catalogue of Life.